# Masselot
Masselot est un nom de famille répandu en Picardie, en Flandre et dans le Hainaut.

## Étymologie
Ce nom provient vraisemblablement de macelote qui était au Moyen-Âge une sorte de massue[réf. nécessaire]. Une masselotte est de nos jours une pièce à fonction dynamique utilisée dans la construction mécanique.

## Répartition géographique
Les Masselot se répartissent aujourd'hui sur toute la France mais aussi au Canada (Saint-Hyacinthe) et aux États-Unis (Vermont, Illinois), où le nom est devenu Lashway après la mutation du sobriquet Lajoie attribué aux Masselot du Canada originaires de Lorraine (Masselot-Lajoie).
On trouve également des Masselot en Belgique (Mons), en Italie, en Espagne, en Suisse, en Irlande, au Royaume-Uni, en Australie, en Nouvelle-Calédonie et en Allemagne (Basse-Saxe, Rhénanie-Palatinat et Sarre).
Les Masselot implantés depuis plusieurs siècles aux Pays-Bas proviennent de Picardie.

## Personnalités portant ce nom
- Adolphe Masselot, sculpteur qui réalisa certaines œuvres connues dans le Nord-Pas-de-Calais[1].